# Deutsche Schwimmmeisterschaften 1900
Die 17. Deutschen Meisterschaften im Schwimmen fanden am 19. und 20. August 1900 am Kochsee in Charlottenburg, heute ein Ortsteil von Berlin, statt. Es wurde eine Strecke von 100 m sowie 1500 m geschwommen und der Mehrkampf ausgetragen, welche aus Tauchen, Springen und 100 m Schwimmen bestand. Zudem fanden Vorläufe (ohne Meisterschaft) in 100 m Rücken und 500 m Brust statt. 
Zum ersten Mal in der Geschichte der Deutschen Schwimmmeisterschaften nahmen Frauen an dem Turnier teil – über 100 m Freistil; jedoch ohne Meisterschaft, sondern als Vorläufer. Siegerin wurde Renate Schulz vom SV Hammonia Hamburg mit einer Zeit von 1:57,6 Minuten.
| Disziplin       | Name           | Verein                           | Zeit        | Punkte |
| --------------- | -------------- | -------------------------------- | ----------- | ------ |
| 100 m Freistil  | Walter Riemann | Magdeburger Schwimmclub von 1896 | 1:22,2 min  | –      |
| 1500 m Freistil | Max Hainle     | ASK Stuttgart                    | 27:22,8 min | –      |
| Mehrkampf       | Fritz Müller   | Bremer SC 1885                   | –           | 40,50  |